# Tol Galen
Tol Galen («Isla Verde» en sindarin), es un lugar ficticio del legendarium del escritor J. R. R. Tolkien. Se trata de una isla fluvial ubicada en el curso medio del río Adurant, al sur de Ossiriand, en Beleriand.

## Historia
Tol Galen fue el lugar donde Beren y Lúthien pasaron juntos su vida mortal después de volver de las Casas de los Muertos, desde aproximadamente el año 470 P. E.. Allí nació su hijo Dior poco después. Beren abandonaría tan solo una vez Tol Galen desde su regreso de la muerte, hacia el 505, para vengar el asesinato de Thingol a manos de los Enanos de Nogrod y recuperar el Nauglamír en la batalla de Sarn Athrad. Beren regresó a Tol Galen con el Nauglamír, y allí Lúthien lo usó hasta la segunda muerte de ambos, acaecida hacia el 509, siendo así la más bella de los Hijos de Ilúvatar.

## Dor Firn-I-Guinar
A la zona de Ossiriand que rodeaba Tol Galen se la conocía como Dor Firn-I-Guinar en sindarin, que significa ‘la tierra de los muertos veloces’, o bien ‘la tierra de los muertos que viven’, por cuenta de la vida de Beren y Lúthien tras su regreso de la muerte.